# Langegambiet
Het Langegambiet is in de opening van een schaakpartij een variant in het Tweepaardenspel, te vinden in de koningspionopening. Het gambiet is ingedeeld bij de open spelen en is genoemd naar Max Lange.
Het heeft de beginzetten: 1.e4 e5 2.Pf3 Pc6 3.Lc4 Pf6 4.d4 exd4 5.0-0 Lc5.
Eco-code C 55.